# 2022-es norvég labdarúgó-bajnokság (első osztály)
A 2022-es Eliteserien volt a 78. alkalommal megrendezett, legmagasabb szintű labdarúgó-bajnokság Norvégiában. A pontvadászat 2022. április 2-án indult és november 13-án ért véget. A címvédő a Bodø/Glimt volt. A bajnoki trófeát a Molde csapata szerezte meg, immár ötödik alkalommal a bajnokság történetében.

## Csapatváltozások
| Feljutott az első osztályba | Kiesett a másodosztályba |
| --------------------------- | ------------------------ |
| HamKam Aalesund Jerv        | Brann Stabæk Mjøndalen   |

## Részt vevő csapatok
| Csapat       | Székhely     | Stadion              | Befogadóképesség1 |
| ------------ | ------------ | -------------------- | ----------------- |
| Aalesund     | Ålesund      | Color Line Stadion   | 10,778            |
| Bodø/Glimt   | Bodø         | Aspmyra Stadion      | 8,300             |
| HamKam       | Hamar        | Briskeby Arena       | 7,800             |
| Haugesund    | Haugesund    | Haugesund Stadion    | 8,754             |
| Jerv         | Grimstad     | Levermyr Stadion     | 3,300             |
| Kristiansund | Kristiansund | Kristiansund Stadion | 4,444             |
| Lillestrøm   | Lillestrøm   | Åråsen Stadion       | 11,500            |
| Molde        | Molde        | Aker Stadion         | 11,249            |
| Odd          | Skien        | Skagerak Arena       | 11,767            |
| Rosenborg    | Trondheim    | Lerkendal Stadion    | 21,421            |
| Sandefjord   | Sandefjord   | Release Arena        | 6,582             |
| Sarpsborg 08 | Sarpsborg    | Sarpsborg Stadion    | 8,022             |
| Strømsgodset | Drammen      | Marienlyst Stadion   | 8,935             |
| Tromsø       | Tromsø       | Alfheim Stadion      | 6,687             |
| Viking       | Stavanger    | SR-Bank Arena        | 15,900            |
| Vålerenga    | Oslo         | Intility Arena       | 16,555            |

- 1Az Eliteserien honlapja szerint.

### Személyek és támogatók
| Csapat       | Vezetőedző                               | Csapatkapitány          | Mezgyártó | Mezszopnzor            |          |                  |               |       |                  |
| ------------ | ---------------------------------------- | ----------------------- | --------- | ---------------------- | -------- | ---------------- | ------------- | ----- | ---------------- |
| Csapat       | Vezetőedző                               | Csapatkapitány          | Mezgyártó | Mezszopnzor            | Aalesund | Lars Arne Nilsen | David Fällman | Umbro | Sparebanken Møre |
| Bodø/Glimt   | Kjetil Knutsen                           | Ulrik Saltnes           | Diadora   | Sparebanken Nord-Norge |          |                  |               |       |                  |
| HamKam       | Jakob Michelsen                          | Aleksander Melgalvis    | Puma      | Eidsiva Energi         |          |                  |               |       |                  |
| Haugesund    | Jostein Grindhaug                        | Kevin Martin Krygård    | Macron    | Haugaland Kraft        |          |                  |               |       |                  |
| Jerv         | Arne Sandstø                             | Mathias Wichmann        | Umbro     | J. J. Ugland           |          |                  |               |       |                  |
| Kristiansund | Christian Michelsen                      | Dan Peter Ulvestad      | Macron    | SpareBank 1 Nordvest   |          |                  |               |       |                  |
| Lillestrøm   | Geir Bakke                               | Gjermund Åsen           | Puma      | DNB                    |          |                  |               |       |                  |
| Molde        | Erling Moe                               | Magnus Wolff Eikrem     | Adidas    | Sparebanken Møre       |          |                  |               |       |                  |
| Odd          | Pål Arne Johansen                        | Steffen Hagen           | Hummel    | SpareBank 1 Telemark   |          |                  |               |       |                  |
| Rosenborg    | Kjetil Rekdal                            | Markus Henriksen        | Adidas    | SpareBank 1 SMN        |          |                  |               |       |                  |
| Sandefjord   | Hans Erik Ødegaard Andreas Tegström      | Harmeet Singh           | Macron    | Jotun                  |          |                  |               |       |                  |
| Sarpsborg 08 | Stefan Billborn                          | Joachim Thomassen       | Select    | Borregaard             |          |                  |               |       |                  |
| Strømsgodset | Bjørn Petter Ingebretsen Håkon Wibe-Lund | Gustav Valsvik          | Puma      | DNB                    |          |                  |               |       |                  |
| Tromsø       | Gaute Helstrup                           | Ruben Yttergård Jenssen | Select    | Sparebanken Nord-Nogre |          |                  |               |       |                  |
| Viking FK    | Bjarte Lunde Aarsheim Morten Jensen      | Veton Berisha           | Diadora   | Lyse                   |          |                  |               |       |                  |
| Vålerenga    | Dag-Eilev Fagermo                        | Jonatan Tollås          | Adidas    | DNB                    |          |                  |               |       |                  |

### Vezetőedző váltások
| Csapat       | Távozó edző      | Ok                     | Dátum              | Poz.      | Érkező edző       | Dátum            |
| ------------ | ---------------- | ---------------------- | ------------------ | --------- | ----------------- | ---------------- |
| Rosenborg    | Åge Hareide      | lejárt a szerződése    | 2021. december 31. | Előszezon | Kjetil Rekdal     | 2022. január 1.  |
| Sarpsborg 08 | Lars Bohinen     | lejárt a szerzőséde    | 2021. december 31. | Előszezon | Stefan Billborn   | 2022. január 7.  |
| HamKam       | Kjetil Rekdal    | leigazolta a Rosenborg | 2021. december 31. | Előszezon | Jakob Michelsen   | 2022. január 9.  |
| Odd          | Jan Frode Nornes | menesztették           | 2022. január 8.    | Előszezon | Pål Arne Johansen | 2022. január 24. |

## A bajnokság végeredménye
| Hely. | Csapat           | M  | Gy | D  | V  | G+ | G– | Gk  | P  | Továbbjutás vagy kiesés   |
| ----- | ---------------- | -- | -- | -- | -- | -- | -- | --- | -- | ------------------------- |
| 1.    | Molde (B)        | 30 | 25 | 3  | 2  | 71 | 25 | +46 | 78 | BL, 2. selejtezőkör       |
| 2.    | Bodø/Glimt       | 30 | 18 | 6  | 6  | 86 | 41 | +45 | 60 | KL, 2. selejtezőkör       |
| 3.    | Rosenborg        | 30 | 16 | 8  | 6  | 69 | 44 | +25 | 56 | KL, 2. selejtezőkör       |
| 4.    | Lillestrøm       | 30 | 16 | 5  | 9  | 49 | 34 | +15 | 53 |                           |
| 5.    | Odd              | 30 | 13 | 6  | 11 | 43 | 45 | −2  | 45 |                           |
| 6.    | Vålerenga        | 30 | 13 | 5  | 12 | 52 | 49 | +3  | 44 |                           |
| 7.    | Tromsø           | 30 | 10 | 13 | 7  | 46 | 49 | −3  | 43 |                           |
| 8.    | Sarpsborg 08     | 30 | 12 | 5  | 13 | 57 | 54 | +3  | 41 |                           |
| 9.    | Aalesund         | 30 | 10 | 9  | 11 | 32 | 45 | −13 | 39 |                           |
| 10.   | Haugesund        | 30 | 10 | 8  | 12 | 42 | 46 | −4  | 38 |                           |
| 11.   | Viking           | 30 | 9  | 8  | 13 | 48 | 54 | −6  | 35 |                           |
| 12.   | Strømsgodset     | 30 | 9  | 6  | 15 | 44 | 55 | −11 | 33 |                           |
| 13.   | HamKam           | 30 | 6  | 13 | 11 | 33 | 43 | −10 | 31 |                           |
| 14.   | Sandefjord (O)   | 30 | 6  | 6  | 18 | 42 | 68 | −26 | 24 | Osztályozó                |
| 15.   | Kristiansund (K) | 30 | 5  | 8  | 17 | 37 | 60 | −23 | 23 | Kiesett az 1. divisjon-ba |
| 16.   | Jerv (K)         | 30 | 5  | 5  | 20 | 30 | 69 | −39 | 20 | Kiesett az 1. divisjon-ba |

### Meccstáblázat
| Hazai \ Vendég | AAL | BOD | JER | HAM | HAU | KRI | LIL | MOL | ODD | ROS | SAN | SRP | STR | TRO | VIK | VÅL |
| -------------- | --- | --- | --- | --- | --- | --- | --- | --- | --- | --- | --- | --- | --- | --- | --- | --- |
| Aalesund       | —   | 1–2 | 2–1 | 0–0 | 1–2 | 1–0 | 2–1 | 0–2 | 1–1 | 0–0 | 1–0 | 1–3 | 1–0 | 2–2 | 2–1 | 2–2 |
| Bodø/Glimt     | 2–0 | —   | 5–0 | 2–2 | 1–1 | 5–0 | 1–1 | 1–4 | 7–0 | 2–2 | 4–1 | 4–1 | 2–2 | 1–1 | 5–4 | 5–1 |
| Jerv           | 0–1 | 0–2 | —   | 1–2 | 1–0 | 1–0 | 1–0 | 2–4 | 0–1 | 2–4 | 1–2 | 0–5 | 1–0 | 1–1 | 2–2 | 2–5 |
| HamKam         | 0–0 | 0–2 | 2–1 | —   | 1–0 | 0–1 | 2–2 | 0–0 | 1–2 | 1–1 | 3–0 | 3–2 | 1–1 | 1–2 | 1–2 | 1–1 |
| Haugesund      | 2–2 | 1–4 | 3–1 | 1–1 | —   | 2–0 | 0–1 | 0–1 | 2–2 | 2–1 | 1–3 | 3–1 | 0–1 | 2–1 | 4–2 | 1–1 |
| Kristiansund   | 4–0 | 0–2 | 1–1 | 2–2 | 0–1 | —   | 1–3 | 2–3 | 2–2 | 4–4 | 3–1 | 2–3 | 0–3 | 1–1 | 2–1 | 3–2 |
| Lillestrøm     | 2–0 | 1–4 | 4–0 | 3–1 | 1–0 | 1–1 | —   | 0–1 | 0–2 | 3–1 | 3–0 | 1–0 | 2–1 | 1–1 | 0–1 | 2–0 |
| Molde          | 3–0 | 3–1 | 1–1 | 5–0 | 1–0 | 2–1 | 1–2 | —   | 3–0 | 2–1 | 2–1 | 4–1 | 3–0 | 5–1 | 3–4 | 1–0 |
| Odd            | 2–3 | 3–2 | 2–1 | 2–0 | 0–4 | 1–1 | 1–2 | 1–2 | —   | 2–3 | 0–1 | 1–0 | 5–1 | 2–0 | 2–1 | 2–1 |
| Rosenborg      | 2–1 | 3–2 | 3–2 | 2–1 | 3–3 | 3–1 | 3–1 | 0–0 | 1–0 | —   | 3–0 | 2–3 | 3–0 | 3–0 | 4–1 | 3–0 |
| Sandefjord     | 2–2 | 1–2 | 1–2 | 1–2 | 2–2 | 2–0 | 1–4 | 2–3 | 1–3 | 2–5 | —   | 1–1 | 2–2 | 2–2 | 2–2 | 1–3 |
| Sarpsborg 08   | 1–2 | 1–4 | 4–3 | 2–1 | 4–0 | 2–2 | 0–2 | 1–2 | 1–0 | 1–1 | 4–3 | —   | 5–1 | 1–1 | 0–1 | 0–1 |
| Strømsgodset   | 1–2 | 2–4 | 6–0 | 1–1 | 1–2 | 4–1 | 3–0 | 1–3 | 0–0 | 3–0 | 0–5 | 3–1 | —   | 1–2 | 3–2 | 3–2 |
| Tromsø         | 2–2 | 3–2 | 2–2 | 2–1 | 1–1 | 2–1 | 2–2 | 0–1 | 3–2 | 4–3 | 3–0 | 2–5 | 1–0 | —   | 1–1 | 1–0 |
| Viking         | 1–0 | 2–0 | 3–0 | 1–1 | 5–1 | 2–1 | 0–3 | 1–4 | 1–1 | 1–1 | 1–2 | 0–1 | 0–0 | 2–2 | —   | 1–2 |
| Vålerenga      | 4–0 | 0–6 | 1–0 | 1–1 | 2–1 | 3–0 | 3–1 | 1–2 | 0–1 | 0–4 | 4–0 | 3–3 | 4–0 | 1–0 | 4–2 | —   |

### Osztályozó
Az osztályozóban az első osztály 14. helyezettje, a Sandefjord csapott össze a másodosztály 6. helyezettjével, a Kongsvingerrel.
| 2022. november 16. 18:00 |

| Sandefjord                                 | 4–0 | Kongsvinger |
| ------------------------------------------ | --- | ----------- |
| Ofkir 3' Winbo 42' Tveter 54' Kurtovic 78' |     |             |

| Sadefjord Arena, Sandefjord Nézőszám: 5 020 Játékvezető: Kai Erik Steen |

| 2022. november 19. 16:00 |

| Kongsvinger               | 2–1 | Sandefjord   |
| ------------------------- | --- | ------------ |
| Langrekken 49' Holter 79' |     | Nyenetue 31' |

| Gjemselund Stadion, Kongsvinger Nézőszám: 1 882 Játékvezető: Tore Hansen |

A Sandefjord csapata győzött 5–2-es összesítéssel.

## Statisztika
| #  | Játékos          | Klub         | Gólok |
| -- | ---------------- | ------------ | ----- |
| 1  | Amahl Pellegrino | Bodø/Glimt   | 25    |
| 2  | Hugo Vetlesen    | Bodø/Glimt   | 16    |
| 3  | Datro Fofana     | Molde        | 15    |
| 3  | Tobias Heintz    | Sarpsborg 08 | 15    |
| 3  | Casper Tengstedt | Rosenborg    | 15    |
| 6  | Ole Sæter        | Rosenborg    | 14    |
| 7  | Eric Kitolano    | Tromsø       | 13    |
| 8  | Mohamed Ofkir    | Sandefjord   | 12    |
| 8  | Runar Espejord   | Bodø/Glimt   | 12    |
| 10 | Johan Hove       | Strømsgodset | 11    |
| 10 | Ola Brynhildsen  | Molde        | 11    |

| Játékos               | Csapat       | Ellenfél     | Végeredmény | Dátum                |
| --------------------- | ------------ | ------------ | ----------- | -------------------- |
| Alexander Ruud Tveter | Sandefjord   | Haugesund    | 3–1 (I)     | 2022. április 3.     |
| Mohamed Ofkir         | Sandefjord   | Strømsgodset | 5–0 (I)     | 2022. április 23.    |
| Veton Berisha         | Viking       | Haugesund    | 5–1 (H)     | 2022. április 30.    |
| Ole Sæter             | Rosenborg    | Kristiansund | 3–1 (H)     | 2022. június 25.     |
| Sam Rogers            | Rosenborg    | Jerv         | 3–2 (H)     | 2022. július 10.     |
| Amahl Pellegrino      | Bodø/Glimt   | Jerv         | 5–0 (H)     | 2022. július 24.     |
| Hugo Vetlesen         | Bodø/Glimt   | Odd          | 7–0 (H)     | 2022. augusztus 6.   |
| Casper Tengstedt      | Rosenborg    | Sandefjord   | 5–2 (I)     | 2022. augusztus 12.  |
| Tobias Heintz         | Sarpsborg 08 | Jerv         | 4–3 (H)     | 2022. szeptember 18. |

## Norvég klubok a nemzetközi kupasorozatokban

### Bodø/Glimt

#### Bajnokok Ligája – 1. selejtezőkör
| 2022. július 6. 18:00 |

| Bodø/Glimt                      | 3–0 | KÍ Klaksvík |
| ------------------------------- | --- | ----------- |
| Boniface 11' 31' 58' (11-esből) |     |             |

|  |

| 2022. július 13. 19:00 |

| KÍ Klaksvík                     | 3–1 | Bodø/Glimt              |
| ------------------------------- | --- | ----------------------- |
| Mikkelsen 12' Andreasen 20' 85' |     | Boniface 55' (11-esből) |

|  |

A Bodø/Glimt csapata jutott tovább 6–1-es összesítéssel.

#### Bajnokok Ligája – 2. selejtezőkör
| 2022. július 19. 20:45 |

| Linfield   | 1–0 | Bodø/Glimt |
| ---------- | --- | ---------- |
| Millar 83' |     |            |

|  |

| 2022. július 27. 18:00 |

| Bodø/Glimt                                                                                                  | 8–0 | Linfield |
| --- | --- | -------- |
| Vetlesen 7' Boniface 21' (11-esből) Pellegrino 25' 54' (11-esből) Saltnes 29' Espejord 52' 88' Sampsted 73' |     |          |

|  |

A Bodø/Glimt csapata jutott tovább 8–1-es összesítéssel.

#### Bajnokok Ligája – 3. selejtezőkör
| 2022. augusztus 3. 18:00 |

| Bodø/Glimt                                                                       | 5–0 | Žalgiris |
| -------------------------------------------------------------------------------- | --- | -------- |
| Vetlesen 33' (11-esből) Pellegrino 36' Salvesen 58' Høibråten 61' Espejord 90+3' |     |          |

|  |

| 2022. augusztus 9. 18:00 |

| Žalgiris     | 1–1 | Bodø/Glimt |
| ------------ | --- | ---------- |
| Kyeremeh 39' |     | Mvuka 51'  |

|  |

A Bodø/Glimt csapata jutott tovább 6–1-es összesítéssel.

#### Bajnokok Ligája – 4. selejtezőkör
| 2022. augusztus 16. 21:00 |

| Bodø/Glimt     | 1–0 | Dinamo Zagreb |
| -------------- | --- | ------------- |
| Pellegrino 37' |     |               |

|  |

| 2022. augusztus 24. 21:00 |

| Dinamo Zagreb                                | 4–1 | Bodø/Glimt  |
| -------------------------------------------- | --- | ----------- |
| Oršić 4' Petković 35' Drmić 117' Bočkaj 120' |     | Grønbæk 70' |

|  |

A Bodø/Glimt csapata összesítve 4–2-re kikapott az Dinamo Zagrebtől, így kiesett a Bajnokok Ligájából.

#### Európa-liga – csoportkör
| 2022. szeptember 8. 18:45 |

| PSV Eindhoven | 1–1 | Bodø/Glimt  |
| ------------- | --- | ----------- |
| Gakpo 62'     |     | Grønbæk 44' |

|  |

| 2022. szeptember 15. 21:00 |

| Bodø/Glimt              | 2–1 | Zürich      |
| ----------------------- | --- | ----------- |
| Selnæs 54' Vetlesen 58' |     | Avdijaj 81' |

|  |

| 2022. október 6. 21:00 |

| Arsenal                            | 3–0 | Bodø/Glimt |
| ---------------------------------- | --- | ---------- |
| Nketiah 23' Holding 27' Vieira 84' |     |            |

|  |

| 2022. október 13. 18:45 |

| Bodø/Glimt | 0–1 | Arsenal  |
| ---------- | --- | -------- |
|            |     | Saka 24' |

|  |

| 2022. október 27. 18:45 |

| Zürich                             | 2–1 | Bodø/Glimt       |
| ---------------------------------- | --- | ---------------- |
| Boranijašević 67' Marchesano 90+7' |     | Pellegrino 45+1' |

|  |

| 2022. november 3. 21:00 |

| Bodø/Glimt   | 1–2 | PSV Eindhoven             |
| ------------ | --- | ------------------------- |
| Žugelj 90+3' |     | Sampsted 36' Bakayoko 52' |

|  |

A Bodø/Glimt csapata kiesett az Európa-ligából.

### Molde

#### Konferencia Liga – 2. selejtezőkör
| 2022. július 21. 18:00 |

| Molde                                                     | 4–1 | Elfsborg |
| --------------------------------------------------------- | --- | -------- |
| Kaasa 49' Haugen 55' Breivik 60' Mannsverk 81' (11-esből) |     | Alm 14'  |

|  |

| 2022. július 28. 18:45 |

| Elfsborg   | 1–2 | Molde                  |
| ---------- | --- | ---------------------- |
| Baidoo 40' |     | Breivik 54' Fofana 83' |

|  |

A Molde csapata jutott tovább 6–2-es összesítéssel.

#### Konferencia Liga – 3. selejtezőkör
| 2022. augusztus 4. 19:00 |

| Molde                             | 3–0 | Kisvárda |
| --------------------------------- | --- | -------- |
| Hussain 63' Fofana 81' Linnes 82' |     |          |

|  |

| 2022. augusztus 11. 21:00 |

| Kisvárda      | 2–1 | Molde         |
| ------------- | --- | ------------- |
| Asani 14' 29' |     | Mannsverk 69' |

|  |

A Molde csapata jutott tovább 4–2-es összesítéssel.

#### Konferencia Liga – 4. selejtezőkör
| 2022. augusztus 18. 19:00 |

| Molde | 0–1 | Wolfsberger AC |
| ----- | --- | -------------- |
|       |     | Baribo 22'     |

|  |

| 2022. augusztus 25. 19:00 |

| Wolfsberger AC | 0–4 | Molde                                          |
| -------------- | --- | ---------------------------------------------- |
|                |     | Breivik 6' Mannsverk 34' Brynhildsen 72' 90+3' |

|  |

A Molde csapata jutott tovább 4–1-es összesítéssel.

#### Konferencia Liga – csoportkör
| 2022. szeptember 8. 21:00 |

| Molde | 0–0 | Gent |
| ----- | --- | ---- |
|       |     |      |

|  |

| 2022. szeptember 15. 18:45 |

| Djurgården                          | 3–2 | Molde                             |
| ----------------------------------- | --- | --------------------------------- |
| Doumbouya 50' Banda 58' Asoro 90+1' |     | Fofana 39' (11-esből) Breivik 77' |

|  |

| 2022. október 6. 18:45 |

| Molde                           | 3–0 | Shamrock Rovers |
| ------------------------------- | --- | --------------- |
| Brynhildsen 10' 49' Hussain 58' |     |                 |

|  |

| 2022. október 13. 21:00 |

| Shamrock Rovers | 0–2 | Molde                  |
| --------------- | --- | ---------------------- |
|                 |     | Fofana 33' Eriksen 69' |

|  |

| 2022. október 27. 21:00 |

| Molde                    | 2–3 | Djurgården                            |
| ------------------------ | --- | ------------------------------------- |
| Brynhildsen 6' Kaasa 21' |     | Edvardsen 44' Asoro 67' Radetinac 77' |

|  |

| 2022. november 3. 18:45 |

| Gent                                                     | 4–0 | Molde |
| -------------------------------------------------------- | --- | ----- |
| Hjulsager 52' Godeau 62' Kums 80' Cuypers 89' (11-esből) |     |       |

|  |

A Molde csapata kiesett az Konferencia Ligából.

### Viking

#### Konferencia Liga – 2. selejtezőkör
| 2022. július 21. 19:00 |

| Sparta Praha | 0–0 | Viking |
| ------------ | --- | ------ |
|              |     |        |

|  |

| 2022. július 28. 19:00 |

| Viking                   | 2–1 | Sparta Praha |
| ------------------------ | --- | ------------ |
| Vevatne 45' Traoré 90+2' |     | Zelený 42'   |

|  |

A Viking csapata jutott tovább 2–1-es összesítéssel.

#### Konferencia Liga – 3. selejtezőkör
| 2022. augusztus 4. 19:00 |

| Viking                                                      | 5–1 | Sligo Rovers          |
| ----------------------------------------------------------- | --- | --------------------- |
| Tripić 4' Friðjónsson 8' Traoré 53' Sandberg 60' Austbø 86' |     | Cawley 89' (11-esből) |

|  |

| 2022. augusztus 11. 20:00 |

| Sligo Rovers   | 1–0 | Viking |
| -------------- | --- | ------ |
| Fitzgerald 44' |     |        |

|  |

A Viking csapata jutott tovább 5–2-es összesítéssel.

#### Konferencia Liga – 4. selejtezőkör
| 2022. augusztus 18. 20:30 |

| FCSB     | 1–2 | Viking                 |
| -------- | --- | ---------------------- |
| Coman 3' |     | Kabran 5' Bjørshol 35' |

|  |

| 2022. augusztus 25. 19:00 |

| Viking                | 1–3 | FCSB                                             |
| --------------------- | --- | ------------------------------------------------ |
| Tripić 26' (11-esből) |     | Edjouma 2' Cordea 54' Radunović 90+4' (11-esből) |

|  |

A Viking csapata összesítve 4–3-ra kikapott az FCSB-től, így kiesett a Konferencia Ligából. 

### Lillestrøm

#### Konferencia Liga – 2. selejtezőkör
| 2022. július 21. 18:00 |

| SJK | 0–1 | Lillestrøm   |
| --- | --- | ------------ |
|     |     | Dragsnes 68' |

|  |

| 2022. július 28. 19:00 |

| Lillestrøm                                    | 5–2 | SJK                   |
| --------------------------------------------- | --- | --------------------- |
| Mathew 23' Friðjónsson 42' 56' 61' Rösler 85' |     | Laine 31' Rojas 90+1' |

|  |

A Lillestrøm csapata jutott tovább 6–2-es összesítéssel.

#### Konferencia Liga – 3. selejtezőkör
| 2022. augusztus 4. 19:00 |

| Lillestrøm    | 1–3 | Antwerpen                     |
| ------------- | --- | ----------------------------- |
| Knudsen 45+3' |     | Almeida 5' Nainggolan 50' 86' |

|  |

| 2022. augusztus 11. 19:30 |

| Antwerpen                   | 2–0 | Lillestrøm |
| --------------------------- | --- | ---------- |
| Valencia 11' Verstraete 69' |     |            |

|  |

A Lillestrøm csapata összesítve 5–2-re kikapott az Antwerpentől, így kiesett a Konferencia Ligából.